# Homogenizacja
Homogenizacja (gr. homogenes „jednorodny”) – proces polegający na wytwarzaniu jednorodnej mieszaniny ze składników, które w warunkach normalnych nie mieszają się ze sobą.
W przemyśle mleczarskim stosuje się homogenizację mleka, śmietany i innych przetworów mlecznych. Polega ona na rozdrabnianiu dużych cząstek tłuszczów zawartych w mleku. Przeciwdziała to zbieraniu się tłuszczu na powierzchni.
Homogenizację przeprowadza się w specjalnie przeznaczonych do tego celu urządzeniach zwanych homogenizatorami. Najczęściej spotykane są homogenizatory wirnikowe oraz ciśnieniowe, w których produkt jest przeciskany przez wąskie szczeliny pod zwiększonym ciśnieniem.